# ژاک کاریو
ژاک کاریو (انگلیسی: Jacques Cariou؛ ۲۳ سپتامبر ۱۸۷۰ – ۷ اکتبر ۱۹۵۱) سوارکار اهل فرانسه بود.
وی در مسابقات کشوری و بین‌المللی در مجموع برندهٔ ۱ مدال طلا، ۱ مدال نقره، ۱ مدال برنز شده‌است.